# Павел Любопытный
Па́вел Ону́фриев Любопы́тный, он же Плато́н Льво́вич Светоза́ров; 1772, Юрьев-Польский — 17 июня 1848, Камышин) — старообрядческий деятель поморского согласия, писатель и историк.

## Биография
Павел Любопытный родился в Юрьеве-Польском в семье принадлежавших по званию к астраханским мещанам. В течение своей жизни он сменил много мест своего пребывания, проживая в основном при старообрядческих общинах, среди них Москва, Санкт-Петербург, Астрахань, Саратов, Камышин и др.
Любопытный — автор многочисленных разнообразных по содержанию и жанрам произведений. Список его трудов, составленный им самим, включает 97 пунктов. Среди них — богослужебные тексты, письма, речи, эпитафии, стихотворения и полемические произведения.
Наибольшую известность ему доставили исторические сочинения, среди них «Трогательный, важный, истины и благочестия исполненный Исторический словарь 86 отменных и важных мужей староверческих церквей» и «Важный и занимательный, духом истины и благочестием озарённый… каталог, или библиотика писателей староверческой церкви». В этих сочинениях даются краткие характеристики наиболее значительных, с точки зрения автора, деятелей беспоповского старообрядчества (поморского, федосеевского, аристового, филипповского согласий и странников, как например, про И. П. Козленка), а также перечень их литературных произведений.